# Saint-Martin-lès-Seyne

Saint-Lions este o comună în departamentul Alpes-de-Haute-Provence din sud-estul Franței. În 1 ianuarie 2022 avea o populație de 9 de locuitori.